# Ceylondwergfazant
De Ceylondwergfazant (Galloperdix bicalcarata) is een vogel uit de familie fazantachtigen (Phasianidae). De wetenschappelijke naam van de soort is voor het eerst geldig gepubliceerd in 1781 door Forster.

## Voorkomen
De soort is endemisch in Sri Lanka.

## Beschermingsstatus
Op de Rode Lijst van de IUCN heeft de soort de status niet bedreigd.